# Adagege
Adagege è un'isola nella Provincia di Malaita delle Isole Salomone. La cultura locale è molto forte, l'accesso ad alcune zone è riservata alla sola popolazione maschile.